# George W. Hill

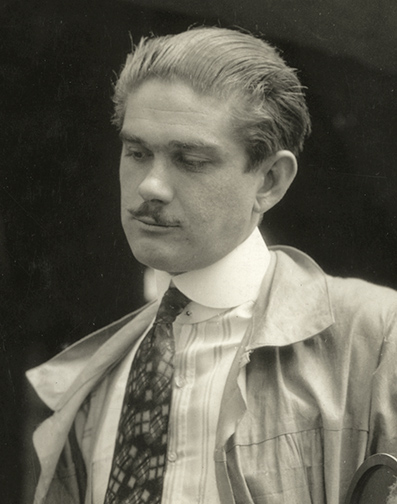
George W. Hill im Jahr 1917, als er als Kameramann arbeitete

George William Hill (* 25. April 1895 in Douglass, Kansas; † 10. August 1934 in Venice, Kalifornien) war ein US-amerikanischer Kameramann und Filmregisseur.

## Leben
George W. Hill begann seine Karriere im Alter von 13 Jahren als Aushilfe am Set von D. W. Griffith, arbeitete später als Kameramann und Drehbuchautor, um Anfang der 1920er Jahre als Regisseur zu arbeiten. Nach dem Film Brand im Osten, der Lon Chaney an der Seite von William Haines 1927 seinen größten finanziellen Erfolg bescherte, erreichte Hill den Höhepunkt seiner Karriere mit dem Aufkommen des Tonfilms.
1930 drehte er zwei der kommerziell erfolgreichsten Filme des Jahres: Hölle hinter Gittern, der einen besorgten Blick auf die unhaltbaren Zustände im US-amerikanischen Strafvollzug warf und aus Wallace Beery einen Star machte sowie Die fremde Mutter, für den Marie Dressler einen Oscar gewann. Für beide Filme hatte seine Ehefrau Frances Marion das Drehbuch geschrieben. Im Folgejahr inszenierte er mit The Secret Six einen der brutalsten Gangsterfilme der Dekade. Der Film war eine Analyse über die Korruption von Polizei und Politik und die Verbindungen zum organisierten Verbrechen. Wallace Beery hatte die Hauptrolle als Anführer einer Gang. 
Kurz danach hatte Hill einen schweren Unfall, dessen Spätfolgen ihn zunehmend belasteten und seine Kreativität zu behindern begann. 1934, mitten in den Vorbereitungen für die Verfilmung von Die gute Erde, wurde er leblos in seinem Strandhaus aufgefunden. Die Ermittlungen legten einen Suizid nahe.

## Filmografie (Auswahl)
Als Kameramann
- 1913: The Sea Wolf
- 1914: Martin Eden
- 1914: The Pursuit of the Phantom
- 1915: Hypocrites
- 1915: Buckshot John
- 1915: Pretty Mrs. Smith
- 1916: The Flying Torpedo
- 1916: Macbeth
- 1916: Less Than the Dust
- 1917: The Waiting Soul
- 1917: Polly of the Circus
- 1917: Sunshine Alley
- 1917: The Cinderella Man
- 1918: Fields of Honor
- 1918: Our Little Wife
- 1918: The Beloved Traitor
- 1919: Turning the Tables
- 1920: Mary Ellen Comes to Town
- 1920: Remodeling Her Husband

Als Regisseur
- 1921: While the Devil Laughs
- 1921: Get Your Man
- 1924: Through the Dark
- 1924: The Hill Billy
- 1924: The Midnight Express
- 1924: The Foolish Virgin
- 1925: Zander the Great
- 1925: The Limited Mail
- 1926: Der Todeskampf im Polareis (The Barrier)
- 1926: Brand im Osten (Tell It to the Marines)
- 1927: The Callahans and the Murphys
- 1927: Jackie, der Schiffsjunge (Buttons)
- 1928: Die Kosaken (The Cossacks)
- 1929: Die fliegende Flotte (The Flying Fleet)
- 1930: Hölle hinter Gittern (The Big House)
- 1930: Die fremde Mutter (Min and Bill)
- 1931: Die geheimen Sechs (The Secret Six)
- 1931: Wolkenstürmer (Hell Divers)
- 1933: Clear All Wires!